# Štěstí

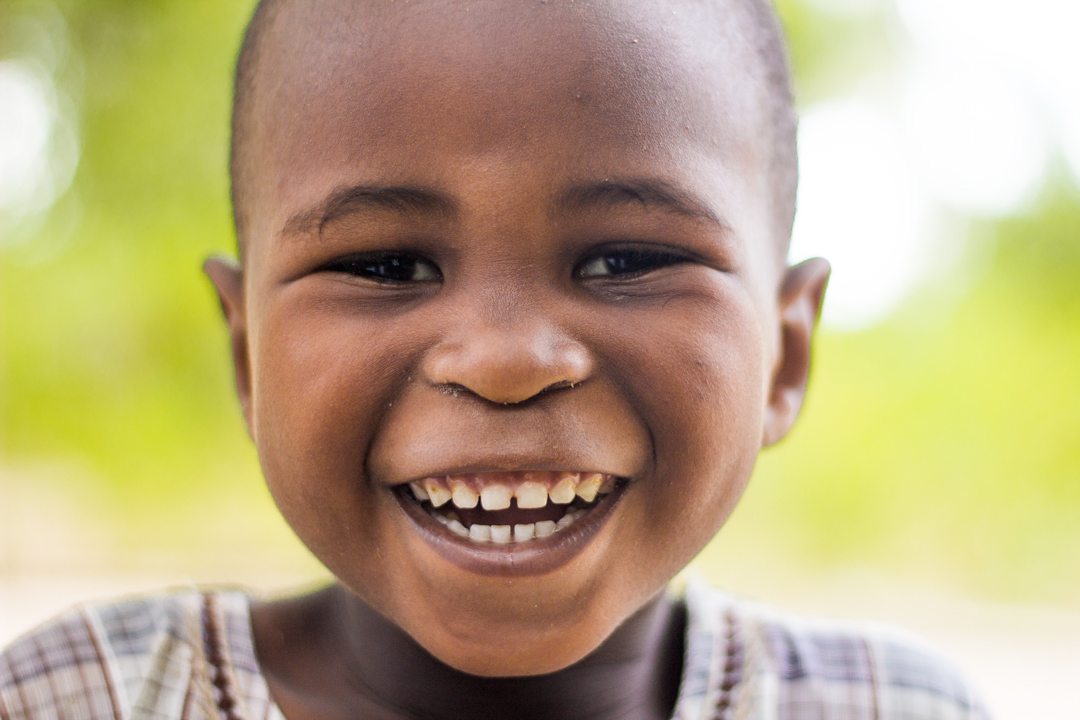
Šťastný smějící se chlapec

Štěstí a šťastný se používá ve dvou odlišných významech či souvislostech:
1. jako vnější příznivá událost, často nahodilá a nezasloužená: „mít štěstí“, „udělat štěstí“; nikoliv vlastnost
2. jako blaženost, vnitřní pocit radostného a více méně trvalého vyplnění: „být šťastný“, „mít šťastnou povahu“.

## Původ slova
Obdobná slova se vyskytují ve všech slovanských jazycích. Podle V. Machka se skládají z indoevropské předpony su-, dobrý, nejlepší, a slovanského časť, díl, úděl. Výše naznačené rozlišení dvojího významu štěstí a blaženosti se vyskytuje i v mnoha jiných jazycích: v řečtině eutychia a eudaimonia, v latině fortuna a beatitudo, ve francouzštině bonne chance a bonheur, v angličtině luck a happiness.

## Štěstí ve filosofii
V Platónově dialogu Gorgias polemizuje Sókratés s Kalliklem, pro něhož štěstí je blahobyt a nezkrocená svoboda. Aristotelés v Etice Nikomachově vysvětluje, že člověk nemůže dosáhnout skutečného štěstí (eudaimonia) ani sám, ani pouze v rodině, ale jen v obci svobodných. Štěstí není nahodilý pocit, nýbrž výsledek rozumně vedeného dobrého života. Po rozpadu řecké polis však i filosofové hledají individuální štěstí, a to buď jako rozumové ovládání vášní a odolnost proti vnějším dojmům a vlivům (kynismus, stoicismus – ataraxia), anebo jako vyhledávání a užívání příjemností života (epikureismus).
Kautilja vyvozuje, že štěstí (sukham) je výsledkem sebeovládání (džitátmá, doslova vítězství nad sebou, tj. touhami po hmotném požitku). Totéž popisuje Bhagavadgítá 5.16-24.
Štěstí jako soustavné vyhýbání se utrpení a potlačování žádosti je jednou z vůdčích myšlenek buddhismu.
V křesťanství se sice objevuje i stoické dědictví ukázněného života, ale cílem života je spása, takže štěstí zde nehraje velkou roli. V této tradici je nejisté a nespolehlivé štěstí spíše iluzí také pro Kanta nebo Schopenhauera. Naproti tomu angličtí autoři (Jeremy Bentham, John Stuart Mill, utilitarismus) začínají uvažovat o objektivním a měřitelném „štěstí“ v podobě blahobytu.
| „                   | Nejlepší jednání je to, které obstará největší štěstí pro největší počet. | “ |
| — Francis Hutcheson |                                                                           |   |

V moderních masových společnostech přibývá lidí, kteří po štěstí touží, zároveň však ztratili naději, že by ho mohli dosáhnout. Protože si štěstí zároveň představují jako něco, co by měli dostat zvenčí, propadají často hráčské vášni a snaží se štěstí nějak vynutit. Toho rovněž masově využívají různé sázky, loterie a hazardní hry, které zdánlivě nabízejí „štěstí“ v podobě velké výhry.
Novější myšlení sice uznává nečekanou a nezaslouženou povahu štěstí, varuje však před představou, že by se dalo vynutit:
| „       | Štěstí je odměna těch, kdo je nehledají. | “ |
| — Alain |                                          |   |

| „                  | Skutečné štěstí je vždycky tam, kde je nehledáme. Přichází vždy jako dar a nedá se na životě vybojovat ani vyvzdorovat. | “ |
| — Nicolai Hartmann | |   |

Francouzský spisovatel André Gide si v „Deníku“ poznamenal, že:
| „ | Štěstí člověka neplyne ze svobody, ale z přijetí úkolu. | “ |

## Štěstí jako předmět vědeckého zkoumání
Vědecký výzkum štěstí se vede zejména ve dvou liniích:
1. Srovnávací psychologické výzkumy pocitu štěstí a hledání korelací s jinými veličinami.
2. Neurobiologický výzkum fyziologických příčin a podmínek štěstí.

Jakkoli výsledky nejsou zatím zdaleka jednoznačné, aspoň některé z nich ukazují vysokou korelaci štěstí s náboženskou vírou (zejména v USA),[zdroj?] kdežto podle neurobiologických zkoumání je šance na štěstí z poloviny vrozená, asi z 15 % vysvětlitelná vnějšími okolnostmi (zdraví, blahobyt atd.)[zdroj?] a zbytek je silně individuální.
Pocit štěstí roste s výší příjmu, ale pro vysoké příjmy už jen málo.
Magnetická rezonance ukazuje na souvislost pocitu štěstí s oblastí mozku zvané precuneus (v temenním laloku).